# Carol V. Robinson
Carol Vivien Robinson (nacida Bradley, 10 de abril de 1956 (69 años) es una química inglesa. Desarrolla actividades académicas y científicas en el seno del Laboratorio de Química Física y de teoría de las cuerdas, en la Universidad de Oxford.

## Honores

### Membresías
- 2004: Royal Society[8]
- 2013: nombrada Dama comendadora de la orden del Imperio Británico.[11]
- 2015: Premios L'Oréal-UNESCO a Mujeres en Ciencia por haber desarrollado un método para utilizar la espectrometría de masas para estudiar la función de las proteínas, incluyendo las proteínas de membrana, y haber creado la biología estructural en fase gaseosa.[12][13]